# Huizachal
Huizachal es una localidad del estado mexicano de Chiapas. Es parte del municipio de Tonalá.

## Demografía
| Gráfica de evolución demográfica |
|                                  |

| Censo | Población |
| ----- | --------- |
| 1900  | 1 018     |
| 1910  | 640       |
| 1921  | 1 030     |
| 1930  | 331       |
| 1940  | 380       |
| 1950  | 423       |
| 1960  | 886       |
| 1970  | 722       |
| 1980  | 534       |
| 1990  | 1 117     |
| 2000  | 1 273     |
| 2010  | 1 421     |
| 2020  | 1 410     |